# Кулунчаковы
Кулунчаковы (князья Кулунчаковы, тат. Qolinçaqovlar, Колынчаковлар) — татарский мурзинский, а позднее российский княжеский род. Происходит от темниковского князя Кулунчака Еникеева (ум. кон. 1608 — нач. 1609), который был старшим сыном князя Еникея Тенишева и княжил в Темникове после его смерти (между 1572 и 1577 годами).
Род был внесён в VI часть родословной книги Пензенской губернии.
В выписи из отказных книг 1689 года, стольник Федор Кутлумаметевич (1690) и сын его Лев Фёдорович Кулунчаковы названы князьями. Потомки их во всех служебных документах именовались князьями. Высочайше утвержденным 19 октября 1833 года, мнением Государственного совета, утверждены в достоинстве татарских князей, со внесением в VI часть родословной книги, коллежский советник Алексей Петрович Кулунчаков и сын его Владимир. Определением Правительствующего Сената от 11 августа 1836 года, 20 сентября 1855 и 28 февраля 1857 года сопричислены к этому роду князья Кулунчаковы:
- Николай Алексеевич и сын его Алексей — внесены в VI часть дворянской родословной книги Казанской губернии (по определению Казанского дворянского депутатского собрания от 11.07.1855 и утверждён указом Герольдии от 20.10.1855)[3]
- ротмистр Алексей Павлович и дети: Александра, Сергей, Евдокия и Николай[4].

Из рода князей Кулунчаковых происходила мать Александра Ивановича Куприна.